# Jacques-Vincent de Languet
Jacques-Vincent (de) Languet, comte de Gergy (gedoopt 29 april 1667 - 17 november 1734 ) was een Franse edelman en diplomaat. Hij was de Franse ambassadeur in de republiek Venetië van 1723 tot zijn dood 1734.
Hij was oorspronkelijk een bourgeois, maar werd gepromoveerd naar graaf in 1706. In november 1697 was hij door Lodewijk XIV als buitengewoon gezant naar Everhard Lodewijk van Württemberg gezonden aan het einde van de Negenjarige Oorlog. Later kwamen andere missies, in het bijzonder naar Italië.
Canaletto heeft een beroemd schilderij uitgevoerd door een receptie in de graaf in het Dogepaleis in 1726. Languet de Gergy was ook een mecenas die de componist Antonio Vivaldi ondersteunde.